# زيندانلوالعليا (شهرستانة)
زيندانلوالعليا (بالفارسية: زیندانلو علیا) هي قرية تقع في إيران في قسم شهرستانة الريفي. يقدر عدد سكانها بـ 168 نسمة .